# Włodzimierz Żelawski
Włodzimierz Żelawski (ur. 4 grudnia 1927 r. w Krakowie, zm. 28 maja 1986 r. w Warszawie) – fizjolog roślin drzewiastych, profesor zwyczajny w Szkole Głównej Gospodarstwa Wiejskiego, członek Polskiej Akademii Nauk.

## Życiorys
Włodzimierz Żelawski był żołnierzem Szarych Szeregów i Armii Krajowej
W latach 1970–1972 prodziekan Wydziału Leśnego SGGW, a w latach 1974-1978 organizator i kierownik Studium Podyplomowego Produkcyjności Lasu. W 1978 r. został zastępcą redaktora naczelnego, a od 1985 r. redaktorem naczelnym czasopisma Acta Physiologiae Plantarum międzynarodowego czasopisma wydawanego przy udziale Katedry Fizjologii Roślin SGGW. Prowadził badania porównawcze aktywności fotosyntetycznej drzew i matematyczne modelowanie wzrostu roślin.
Odbył wiele staży zagranicznych, m.in. w Moskwie w Instytucie Fizjologii Roślin i w Kanadzie w pracowni Izotopowej Wydziału Biologii Queens University.
Był członkiem NSZZ„Solidarność”, zatrzymany podczas strajku pracowników SGGW 4 grudnia 1981 roku.
Autor i współautor ok. 100 prac naukowych.

## Odznaczenia
- Krzyż Kawalerski Orderu Odrodzenia Polski (1978)